# Fábio Roberto Gomes Netto
Fábio Roberto Gomes Netto (São Paulo, Brasil, 25 de mayo de 1997), conocido como Fábio Gomes o simplemente Fábio, es un futbolista brasileño que juega como delantero centro y su equipo actual es el Mazatlán FC de la Liga MX.

## Trayectoria
Fábio Gomes inició su carrera en el fútbol con el Nacional-SP y luego se unió a la academia del Grêmio Osasco en 2016. Firmó su primer contrato profesional en 2017 con Audax, debutando el 13 de agosto de ese año en un empate 0-0 contra Inter de Limeira en la Copa Paulista. Anotó su primer gol profesional el 30 de agosto de 2017 en una victoria 3-1 sobre Atibaia. En 2019, se trasladó a Oeste, donde debutó el 8 de marzo y marcó su primer gol en un partido contra Red Bull Brasil en el Campeonato Paulista. Durante esa temporada, también anotó su primer gol en la Série B en una victoria de último minuto contra Londrina, terminando como el segundo máximo goleador de la liga con 15 goles.
En enero de 2020, Fábio fue cedido a Albirex Niigata de la J2 League de Japón, donde anotó 5 goles en 19 apariciones, pero su contrato fue rescindido después de un incidente de conducción bajo sospecha de ebriedad. En febrero de 2021, fue cedido a los New York Red Bulls de la MLS, donde debutó el 17 de abril y anotó su primer gol el 18 de junio en una victoria 2-0 sobre Nashville SC. Su rendimiento incluyó goles decisivos, como el gol de la victoria contra Orlando City SC y CF Montréal, ayudando a su equipo a clasificar para los playoffs de la MLS.
En 2022, Fábio se unió al Atlético Mineiro con un contrato de cuatro años y fue prestado a varios clubes, incluyendo Vasco da Gama, Paços de Ferreira y Juventude. En septiembre de 2023, fue cedido a Sydney FC, donde contribuyó con 11 goles en la temporada 2023-24 de la A-League, incluyendo dos goles en la final de la FFA Cup que ganaron contra Brisbane Roar. A pesar de su buen rendimiento, fue liberado al final de la temporada. En julio de 2024, Fábio se unió al Bolívar de la Paz en Bolivia en un préstamo de un año con opción de compra, continuando su carrera en el fútbol sudamericano.

## Clubes
Actualizado al último partido disputado el 3 de agosto de 2024.
| Club                        | País           | Año           | PJ  | Goles |
| --------------------------- | -------------- | ------------- | --- | ----- |
| Audax                       | Brasil         | 2017          | 6   | 2     |
| Oeste                       | Brasil         | 2018-2021     | 54  | 24    |
| Carlos Renaux (cedido)      | Brasil         | 2018          | 1   | 0     |
| Albirex Niigata (cedido)    | Japón          | 2020          | 19  | 5     |
| New York Red Bulls (cedido) | Estados Unidos | 2021          | 31  | 7     |
| Atlético Mineiro            | Brasil         | 2022-         | 16  | 3     |
| Vasco da Gama (cedido)      | Brasil         | 2022          | 9   | 1     |
| Paços de Ferreira (cedido)  | Portugal       | 2022-2023     | 9   | 0     |
| Juventude (cedido)          | Brasil         | 2023          | 4   | 0     |
| Sydney FC (cedido)          | Australia      | 2023-2024     | 28  | 11    |
| Bolívar (cedido)            | Bolivia        | 2024-presente | 2   | 1     |
| Total                       | Total          | Total         | 179 | 56    |

## Palmarés

### Campeonatos regionales
| Título             | Club             | Región       | Año  |
| ------------------ | ---------------- | ------------ | ---- |
| Campeonato Mineiro | Atlético Mineiro | Minas Gerais | 2022 |

### Campeonatos nacionales
| Título           | Club      | País      | Año  |
| ---------------- | --------- | --------- | ---- |
| FFA Cup          | Sydney FC | Australia | 2023 |
| Primera División | Bolívar   | Bolivia   | 2024 |